# 蕾歐娜·瑟哈艾兒
蕾歐娜·瑟哈艾兒（法語：Léonor Serraille；1986年—）是法國電影導演。

## 生平
蕾歐娜·瑟哈艾兒出身於里昂，畢業自法國國家影像與聲音高等學院。2017年，她完成首部劇情長片《沒人愛小姐》，於第70屆坎城影展一種注目單元中作世界首映，並獲得金攝影機獎。
2022年，她執導的第2部劇情長片《母親與兒子》獲選為第75屆坎城影展正式競賽片。

## 電影作品

### 劇情長片
- 2017年：《沒人愛小姐（法语：Jeune Femme (film)）》(Jeune Femme)
- 2022年：《母親與兒子》(Un petit frère)

## 外部連結
- 蕾歐娜·瑟哈艾兒在互联网电影资料库（IMDb）上的資料（英文）